# Globus (sieć handlowa)

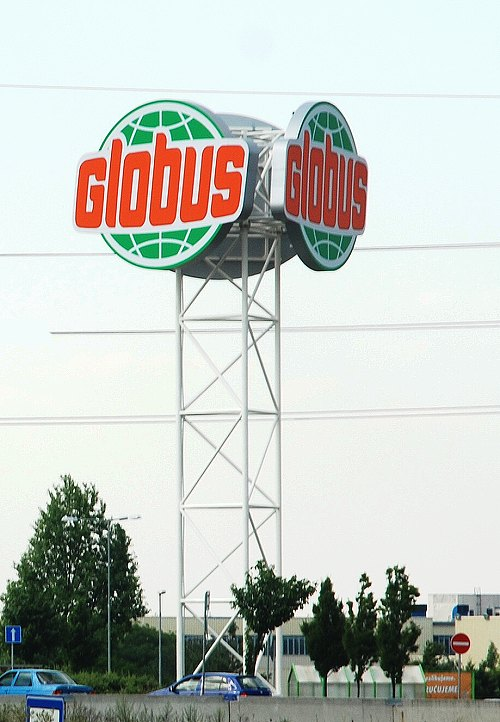
Logo sklepu Globus w centrum handlowym Zličín w Pradze-Třebonicach

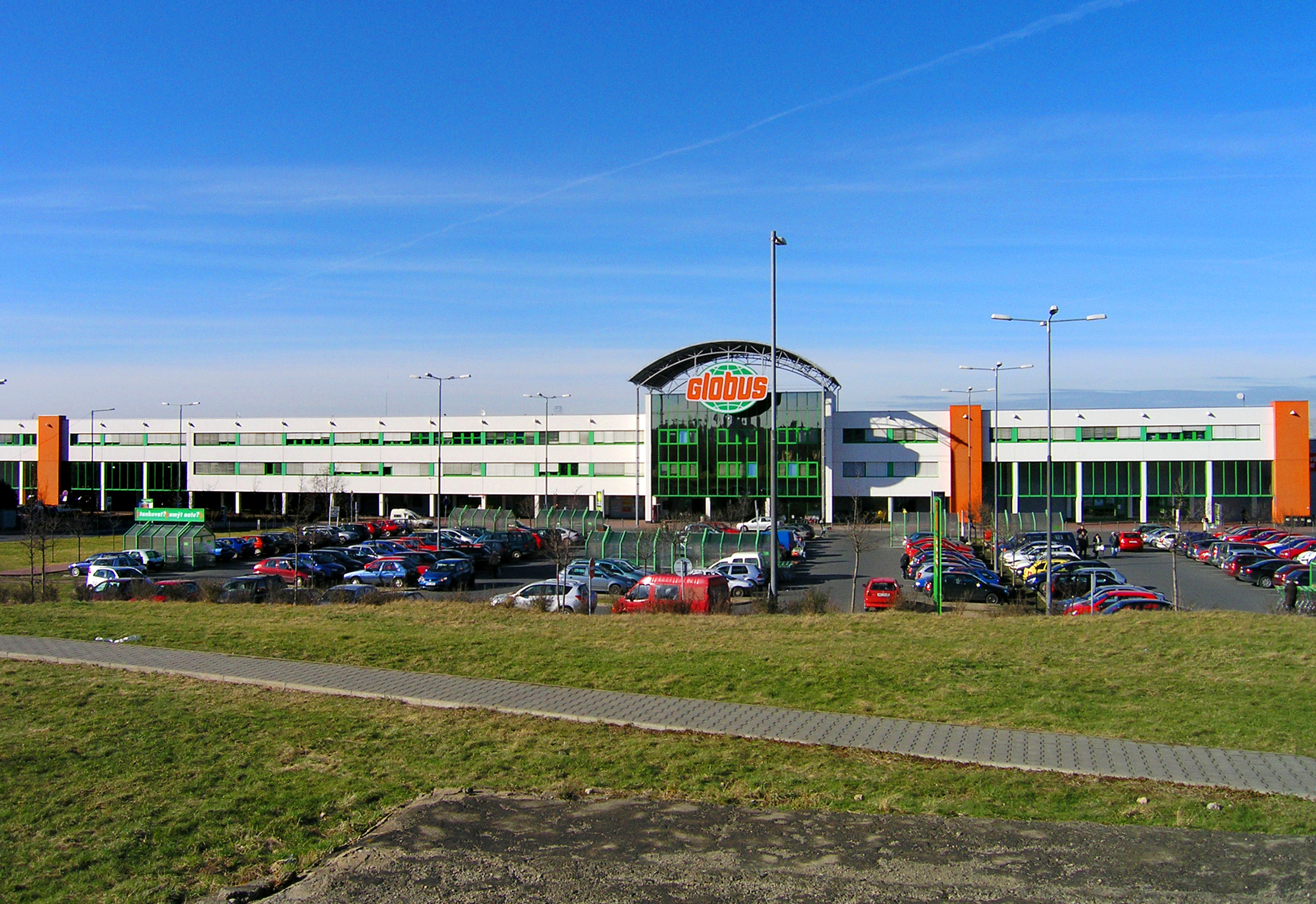
Hipermarket Globus w Pradze-Čakovicach

Globus (Globus Holding GmbH & Co. KG) – niemiecka sieć sklepów samoobsługowych. Przedsiębiorstwo założył Franz Bruch, przedsiębiorca z St. Wendel (Kraj Saary). W 2010 Globus miał sklepy w Niemczech, Czechach i Rosji.

## Działalność

### Czechy
Firma Globus otworzyła pierwszy w Czechach hipermarket w Brnie-Ivanovicach w roku 1996.
W centrach handlowych Globus zazwyczaj można znaleźć również Baumarkt, CD shop, jeans shop, samoobsługową restaurację Globus (nie dotyczy Černégo Mostu), stację benzynową. Mniejsze sklepy w pasażach wynajmowane są samodzielnym sprzedawcom.
Globus prowadzi własne rzeźnie i zakłady przetwórstwa oraz własną piekarnię.
Jedną z usług dla klientów jest Globus MimiKlub, przeznaczony dla rodzin z małymi dziećmi.
Od września 2002 Globus współpracuje z głównym projektem Fundacji Karty 77 (Nadace Charty 77) – Konto Bariéry, któremu Globus przekazuje 1 koronę za sprzedaną torbę reklamową Globus. W ten sposób Globus wsparł projekt kwotą przekraczającą 9 000 000 koron.
Od roku 2005 Globus organizuje największą w Czechach imprezę grillowania, Globus Grilmánie.
Od czerwca 2008 Globus prowadzi internetową telewizję, gdzie w krótkich, kilkuminutowych filmikach przedstawia swoją ofertę dla klientów.
W roku 2008 jako druga sieć hipermarketów w Czechach, udostępnił usługę cash back.
We wrześniu 2009 ukończono renowację hipermarketu w Opawie.
W kwietniu 2010 w hipermarkecie Praga Čakovice uruchomiono cztery kasy samoobsługowe, przeznaczone dla klientów z zakupami do 10 pozycji. Klienci sami skanują towar i płacą. Do obsługi przeznaczony jest ekran dotykowy. Wszystkie kasy obsługuje jeden pracownik, który także służy pomocą klientom.
W 2010 posiadała hipermarkety w miastach takich jak: Praga Zličín, Praga Černý Most, Praga Čakovice (jest to siedziba czeskiej filii firmy), Chomutov, Opawa, Pardubice, Trmice k. Uścia nad Łabą, Ołomuniec, Czeskie Budziejowice, Chotíkov k. Pilzna, Liberec, Jenišov k. Karlowych Warów i Ostrawa.
W 2011 roku sieć otwarła swój piętnasty hipermarket w Hawierzowie.
Globus nie ma zwyczaju informowania o swoich planach, jednak w prasie pojawiły się informacje o planowanej budowie sklepu w Hradcu Králové i spekuluje się o budowie czwartego hipermarketu w Pradze.

## Reklama
Za pośrednictwem firmy TNT Post, Globus bezpłatnie i bez wcześniejszego zamówienia, dostarcza potencjalnym klientom swoją gazetkę Naše noviny Globus (ok. 24 stron). Ceny promocyjne z tej gazetki obowiązują 7 dni, zazwyczaj od piątku do czwartku. Nieregularnie (jako część cotygodniowej gazetki) ukazuje się „Katalog Globus”, poświęcony określonym typom towarów.